# Маргарита Тачева
Маргарита Светославова Тачева — болгарська вчена, археолог, авторка понад 150 наукових публікацій, монографій і статей. Член вченої ради Інституту трахології. У 1993 році номінована Оксфордським біографічним центром.

## Життєпис
Маргарита Тачева народилася 4 червня 1936 року в місті Шумен. У 1962 році закінчила Софійський університет Святого Климента Охридського за спеціальністю «Історія та археологія». У 1969 році захистила дисертацію на тему «Переселенці з Малої Азії, Сирії та Єгипту та їх роль в економічному та культурному житті Нижньої Мізії та Фракії». З 1970 року — головна асистентка Софійський університет Святого Климента Охридського, з 1979 року — доцент кафедри стародавньої історії історичного факультету цього ж університету. У 1981 р. захистила докторську дисертацію (доктор історичних наук) на тему: «Історія східних культів у Нижній Мізії та Фракії V ст. до н. е. — IV століття нашої ери». З 1986 р. професор давньої історії. Декан Благоєвградського університету. У період з 1990 по 2001 рік очолювала Інститут стародавньої історії, палеобалканології та тракології Університету Климента Охридського. У період 1992—1995рр є президентом фонду «Стародавня Фракія».